# Osteocephalus carri
Osteocephalus carri es una especie de anfibio anuro de la familia Hylidae.

## Distribución geográfica
Esta especie es endémica de Colombia. Habita en la Amazonía y en la vertiente amazónica de la cordillera de los Andes hasta 1400 m de altitud.

## Etimología
Esta especie lleva el nombre en honor a Archie Carr.

## Publicación original
- Cochran & Goin, 1970 : Frogs of Colombia. United States National Museum Bulletin, vol. 288, p. 1-655.[5]